# توني فريكلوند
أنتوني جيمس فريكلوند (بالإنجليزية: Anthony James Fryklund؛ مواليد 26 مارس 1971) هو مُقاتل فنون قتالية مختلطة أمريكي.

## وصلات خارجية
- توني فريكلوند على موقع يو إف سي (الإنجليزية)
- توني فريكلوند على موقع شيردوغ (الإنجليزية)
- توني فريكلوند على موقع IMDb (الإنجليزية)
- توني فريكلوند على موقع قاعدة بيانات الفيلم (الإنجليزية)